# Wichit Tanee
Wichit Tanee (thailändisch วิชิต ธานี, * 31. März 1993 in Chaiyaphum), auch als Nam bekannt, ist ein thailändischer Fußballspieler.

## Karriere
Wichit Tanee spielte von Anfang 2018 bis Ende 2019 beim Pluakdaeng United FC. Vorher stand er bei Pattaya United FC, Phuket FC, Banbueng FC und dem Rayong FC unter Vertrag. Pluakdaeng United aus Rayong spielte in der vierten Liga, der Thai League 4, in der Eastern Region. Für Pluakdaeng absolvierte er 15 Viertligaspiele. Anfang 2020 wechselte er zum Lampang FC. Mit dem Verein aus Lampang spielte er in der zweiten Liga, der Thai League 2. Sein Zweitligadebüt für Lampang gab er am 22. Februar 2020 im Heimspiel gegen den MOF Customs United FC. Hier wurde er in der 61. Minute für Somsak Musikaphan eingewechselt. Am Ende der Saison 2021/22 wurde er mit Lampang Tabellenvierter und qualifizierte sich für die Aufstiegsspiele zur ersten Liga. Hier konnte man sich gegen den Trat FC durchsetzen und stieg in die erste Liga auf. Nach einer Saison Erstklassigkeit musste er mit Lampang am Ende der Saison als Tabellenletzter wieder den Weg in die zweite Liga antreten. Nach dem Abstieg verließ er Lampang und schloss sich dem ebenfalls aus der ersten Liga abgestiegenen Nongbua Pitchaya FC an. Am Ende der Saison 2023/24 wurde er mit dem Klub aus Nong Bua Lamphu Vizemeister und stieg direkt wieder in die erste Liga auf. Am Ende der Saison 2024/25 belegte er mit Nongbua den 14. Tabellenplatz und musste somit in die zweite Liga absteigen. Nach dem Abstieg wurde sein Vertrag im Sommer 2025 nicht verlängert. Im August 2025 nahm ihn der Zweitligist Phrae United FC aus Phrae unter Vertrag.

## Erfolge
Nongbua Pitchaya FC
- Thailändischer Zweitligameister: 2023/24  ▲